# Izland az 1988. évi téli olimpiai játékokon
Izland a kanadai Calgaryban megrendezett 1988. évi téli olimpiai játékok egyik részt vevő nemzete volt. Az országot az olimpián 2 sportágban 3 sportoló képviselte, akik érmet nem szereztek.

## Alpesisí
Férfi
| Versenyző         | Versenyszám            | 1. futam | 1. futam | 2. futam | 2. futam | Összesítés    | Összesítés    |
| Versenyző         | Versenyszám            | Idő      | Hely.    | Idő      | Hely.    | Idő           | Helyezés      |
| ----------------- | ---------------------- | -------- | -------- | -------- | -------- | ------------- | ------------- |
| Daníel Hilmarsson | Műlesiklás             | 58,98    | 36.      | 56,31    | 26.      | 1:55,29       | 24.           |
| Daníel Hilmarsson | Óriás-műlesiklás       | 1:13,15  | 50.      | 1:09,59  | 41.      | 2:22,74       | 42.           |
| Daníel Hilmarsson | Szuperóriás-műlesiklás |          |          |          |          | nem ért célba | nem ért célba |

Női
| Versenyző              | Versenyszám      | 1. futam      | 1. futam      | 2. futam | 2. futam | Összesítés | Összesítés |
| Versenyző              | Versenyszám      | Idő           | Hely.         | Idő      | Hely.    | Idő        | Helyezés   |
| ---------------------- | ---------------- | ------------- | ------------- | -------- | -------- | ---------- | ---------- |
| Guðrún Kristjánsdóttir | Óriás-műlesiklás | nem ért célba | nem ért célba | kiesett  | kiesett  | kiesett    | kiesett    |

## Sífutás
Férfi
| Versenyző      | Versenyszám | Eredmény  | Helyezés |
| -------------- | ----------- | --------- | -------- |
| Einar Ólafsson | 30 km       | 1:39:56,3 | 65.      |
| Einar Ólafsson | 50 km       | 2:18:21,9 | 44.      |